# 広島工業大学高等学校
広島工業大学高等学校（ひろしまこうぎょうだいがくこうとうがっこう）は、広島県広島市西区井口五丁目にある私立高等学校。

## 沿革
公式ウェブサイトより抜粋
- 1956年（昭和31年） - 鶴虎太郎を校祖として、鶴襄により広島市西蟹屋町に広島高等電波学校を創設。認可された2月23日を学園創立記念日に制定
- 1957年（昭和32年） - 「学校法人 鶴学園」設置認可
- 1958年（昭和33年） - 広島電波工業高等学校に昇格。電気通信科を設置。現在地に移転。
- 1959年（昭和34年） - 電気工業科増設
- 1961年（昭和36年） - 広島工業短期大学附属高等学校に校名変更。電気科、機械科増設
- 1963年（昭和38年） - 広島工業大学附属工業高等学校に校名変更。普通科増設
- 1965年（昭和40年） - 普通科を附属広島高等学校へ分離、建築科増設
- 1966年（昭和41年） - 機械科自動車コース設置
- 1967年（昭和42年） - 広島工業大学への推薦制度導入。建築科にデザインコースを設置
- 1969年（昭和44年） - デザイン科増設
- 1985年（昭和60年） - 電子工業科を電子科へ改称
- 1994年（平成6年） - 現校名に校名変更。普通科設置に伴い、今までの工業科を情報システム科、機械システム科、電気システム科に改編。
- 1997年（平成9年） - 国道2号沿いのサブグラウンドをサッカーと陸上競技用の多目的グラウンドに造成
- 1999年（平成11年） - 情報システム科、機械システム科、電気システム科を理工科に改編し、進学型と工学型を設置
- 2000年（平成12年） - 普通科に一般進学コースと特別進学コースを設置
- 2003年（平成15年） - 南門設置
- 2004年（平成16年） - 理工科募集停止
- 2005年（平成17年） - サブグランドを人工芝サッカー場と全天候型陸上トラックに改修
- 2006年（平成18年） - 理工科の募集停止に伴い、平成17年度の卒業生を最後に45年間の工業高校、工業科の歴史に幕を閉じる。
- 2007年（平成19年） - 鶴学園50thメモリアルスポーツセンター完成。
- 2011年（平成23年） - 通信制・単位制課程を設置。
- 2014年（平成26年） - 通信制課程で4学期制を導入
- 2017年（平成29年） - 女子生徒の募集を再開し昭和53年以来、38年ぶりに男女共学化。
- 2019年 (平成31年) - 第60回卒業式をもって男子校の歴史に幕を降ろす。

## 全日制課程

### 教育方針
公式ウェブサイトより抜粋
- 知恵を育てる学びをつくろう
- 目標を達成できる学力を育てたい

### コース
- 特別進学類型：国公立大学や難関私立大学への進学を目指すコースで、2年生から「SS（スーパーセレクション）コース」「AS（アドバンストセレクション）コース」に分かれる[1]。
- 総合進学類型
  - HIT（工大）コース：広島工業大学への内部進学を目指すコースで、3年生進級時に選択する[2]。「高大連携プログラム」により、3年間を通して広島工業大学を研究・体験し、学部学科の理解を深める[2]。
  - LA（リベラルアーツ）コース：広島工業大学以外の私立大学（文系・理系）・短大・専門学校への進学や、就職を目指すことができる幅広い進路に対応したコースで、3年生進級時に選択する[3]。英語検定・数学検定・漢字検定の必修化などにより、文系・理系にとらわれることなく、総合的に必要な知識や能力を身につけていく[3]。
- K-STEAM類型
  - CL（Creative Learning）コース：理数教育と創造性教育を通じて、各教科の学びを実社会における問題発見・解決に活かしていくための教科横断的な教育理念である「STEAM教育」[4]を実践するコース。2022年4月新設予定[4]。

## 通信制課程
2011年（平成23年）、広島市安佐南区伴北六丁目の沼田校舎に通信制課程（普通科・男女共学）を開校した。
「エンカレッジコース」と称し、自然豊かな環境の下、「自分の心と向き合う学び」「社会的自立を確かにする交流学習」「テーマ追求型ひとり学び」という「3つの学び」を軸に、「自分を表現する力」「創り出す力」「学びに向かう力」という「3つの力」を育むことで社会的自立を目指す教育内容となっている。

## アクセス
井口校舎（全日制）
- JR山陽線 五日市駅から徒歩約10分
- 広島電鉄宮島線 修大協創中高前駅から約3分

沼田校舎（通信制）
- アストラムライン大原駅より戸山方面行きバス「下大下」下車徒歩10分[5]
- 商工センター入口駅、五日市駅、広域公園前駅、大塚駅、大原駅発着のスクールバスが利用可能[7]

## 著名な出身者
- 福谷たかし（漫画家、1年次に中退）
- 佐々木修（プロ野球選手）
- 沖土居稔（ラグビー選手）
- アベフトシ（ミュージシャン、thee michelle gun elephantギタリスト）
- 山本健之（バレーボール選手）
- まがりひろあき（漫画家）
- 梅川昭美（犯罪者、大竹市強盗殺人事件及び三菱銀行人質事件）中退

- 高山峻野（陸上競技選手）